# Плотники
Пло́тники (рос. Плотники) — присілок у складі Свічинського району Кіровської області, Росія. Входить до складу Свічинського сільського поселення.
Населення становить 15 осіб (2010, 38 у 2002).
Національний склад станом на 2002 рік — росіяни 100 %.